# Wiaźma (stacja kolejowa)
Wiaźma (ros. Вязьма) – węzłowa stacja kolejowa w miejscowości Wiaźma, w rejonie wiaziemskim, w obwodzie smoleńskim, w Rosji. Węzeł linii Moskwa - Mińsk - Brześć z liniami do Rżewa, Riażska i Briańska.
Stacja powstała w XIX w. na drodze żelaznej moskiewsko-brzeskiej pomiędzy przystankami Komiagino a Griediakino. Jeszcze w czasach carskich powstał tu węzeł kolejowy po wybudowaniu linii kolei riażsko-wiaziemskiej, rżewsko-wiaziemskiej i nowotorżskiej.